# Phlyctaenomorpha sinuosalis
Phlyctaenomorpha sinuosalis is een vlinder uit de familie van de grasmotten (Crambidae). De wetenschappelijke naam van de soort is voor het eerst geldig gepubliceerd in 1910 door Le Cerf.